# ماریا کیریلنکو
 ماریا کیریلنکو  (روسی: Мари́я Ю́рьевна Кириле́нко؛ زاده ۲۵ ژانویهٔ ۱۹۸۷) یک تنیس‌باز اهل روسیه است.